# Noord-Hinder (schip, 1963)
De Noord-Hinder (Lichtschip 12) is een Nederlands lichtschip dat gebouwd is in 1963.  Het schip deed ruim dertig jaar dienst op de Noordzee tot het uit dienst werd gesteld in 1994. Het schip is nu een museumschip in Hellevoetsluis.

## Geschiedenis
De Noord-Hinder is gebouwd op scheepswerf De Waal te Zaltbommel. De tewaterlating vond plaats op zaterdag 23 maart 1963, het schip werd eind mei naar Hellevoetsluis gesleept voor het plaatsen van de masten. De overdracht aan het loodswezen vond plaats op 24 juli 1963.
De vaste positie van het lichtschip was ten westen van Walcheren bij de zandbank Noord-Hinder. Tussen de jaren 1983 en 1987, en in 1992 heeft het schip bij Texel ten anker gelegen.
Op 21 maart 1994 werd het Lichtschip 12, als laatste Nederlandse lichtschip, definitief van zee gehaald en opgelegd te Hellevoetsluis. Het lichtschip was door de moderne navigatiemiddelen aan boord van zeeschepen overbodig geworden. Op de positie van het Lichtschip 12 Noord Hinder ligt sindsdien een radarbaken met de letters NHR.
Op 7 september 2007 werd het lichtschip door Rijkswaterstaat aan de gemeente Hellevoetsluis overgedragen. Het lichtschip ligt nu gemeerd als museumschip aan de Koningskade in Hellevoetsluis en is opengesteld voor het publiek.

## Specificaties
De Noord-Hinder is 45,4 meter lang en 8,35 meter breed. Het heeft een diepgang van 3,2 meter en een waterverplaatsing van 510 ton. Het schip is niet voorzien van eigen voortstuwing, om het schip te verplaatsen zijn sleepboten nodig. Het schip was uitgerust met Kromhout dieselgeneratoren voor het opwekken van elektriciteit. Het licht had een bereik van 27 zeemijl en lag 18 meter boven de zeespiegel. Het licht van de lamp van 4200 watt werd versterkt door een fresnellens en gaf 2 schitteringen elke 10 seconden. Het was verder voorzien van een radarbaken en misthoorn.
Een extra functie van het lichtschip was dagelijkse waarnemingen doen voor het Koninklijk Nederlands Meteorologisch Instituut, hiervoor was het schip voorzien van instrumenten voor het meten van water- en luchtemperatuur, golfhoogte, windsnelheid en bewolking.
In 1981 is het lichtschip grondig verbouwd door scheepswerf Hoogenraad en Kuyt te Scheveningen. Alle functies werden volledig geautomatiseerd en op afstand bedienbaar zodat het schip zonder bemanning kon functioneren. De Kromhout dieselgeneratoren werden vervangen door motoren van een nieuwere generatie.

## Fotogalerij

Lichtschip 12 Noord-Hinder
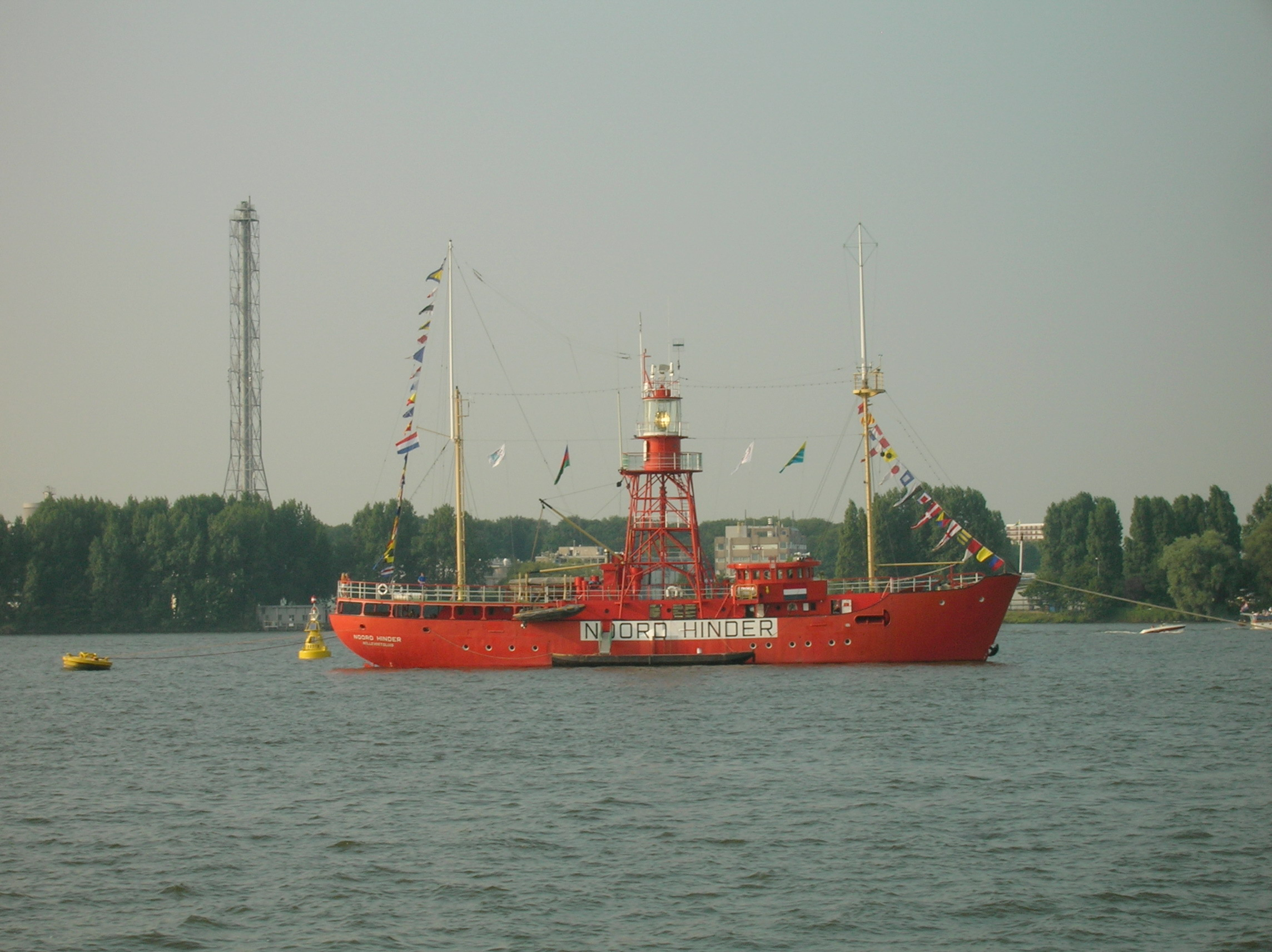
Lichtschip Noord-Hinder tijdens SAIL 2005 in Amsterdam
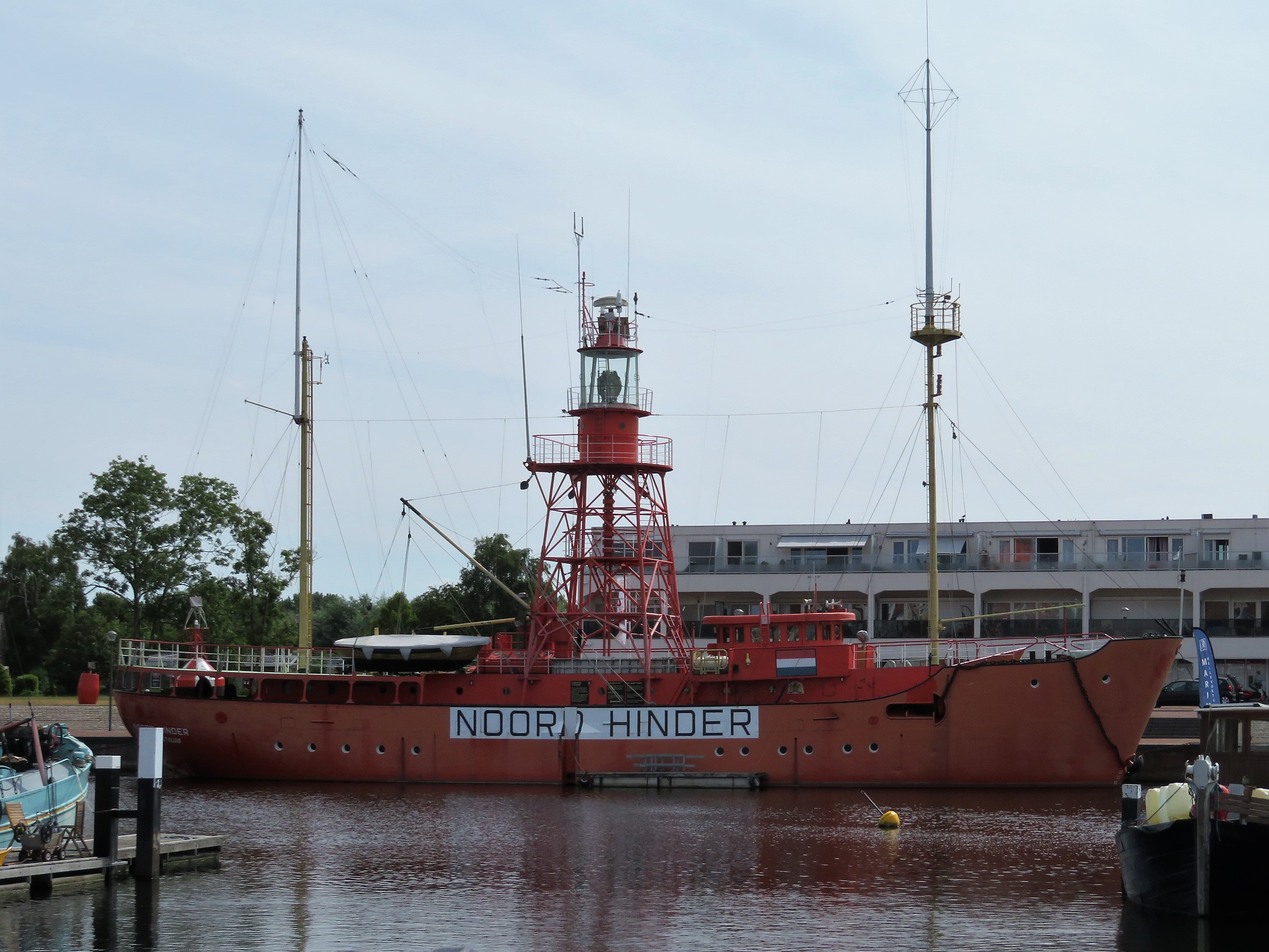
De Noord-Hinder in het Maritiem Kwartier in Hellevoetsluis
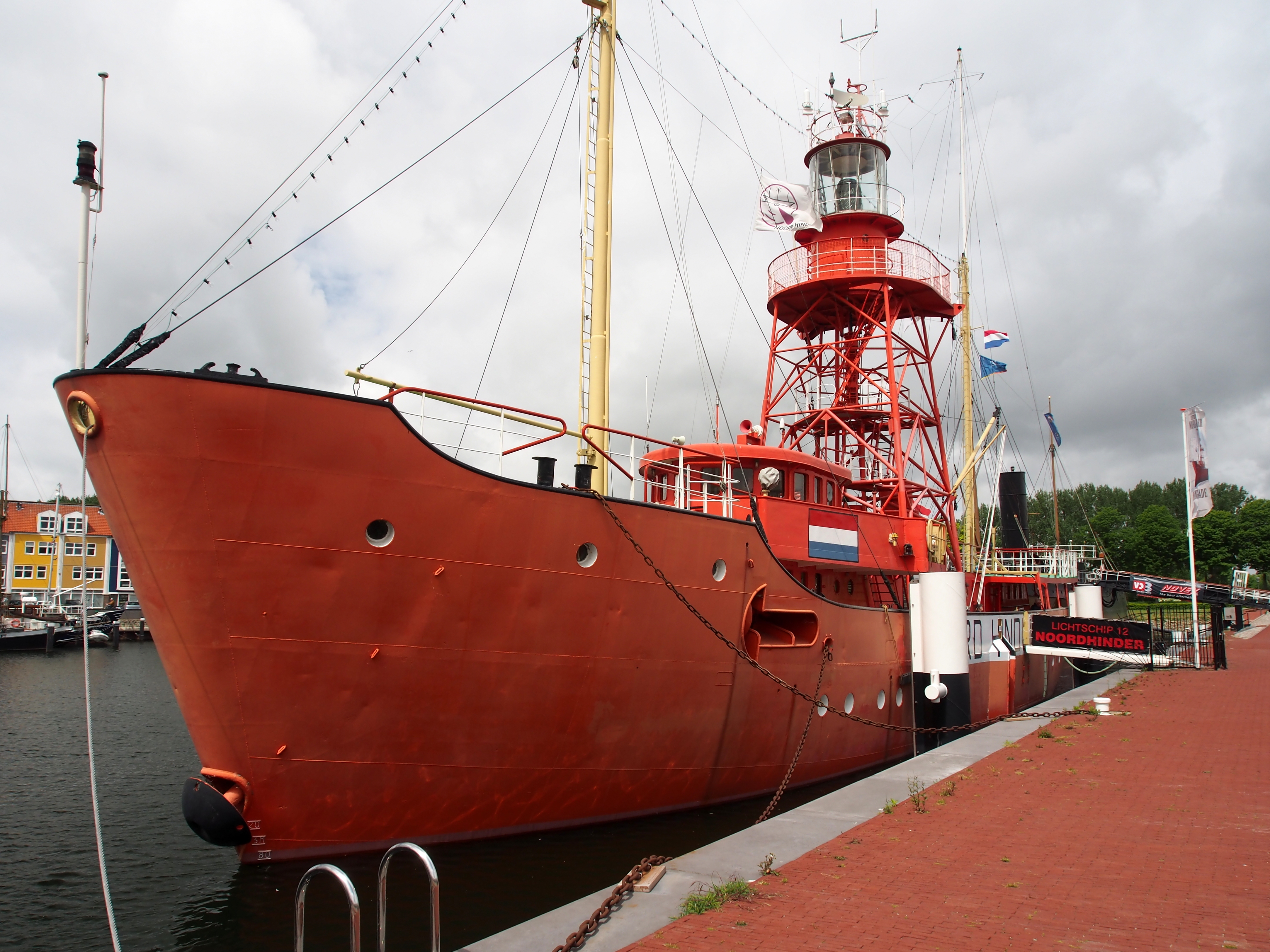
Detail opname